# Heinrich Lutz (Beamter)
Heinrich Lutz (* 6. November 1845 in Bühler; † 6. Januar 1915 in Bern; heimatberechtigt in Wolfhalden, ab 1884 in Schüpfen) war ein Schweizer Oberpostdirektor aus dem Kanton Appenzell Ausserrhoden.

## Leben
Heinrich Lutz war ein Sohn von Jakob Lutz, Lehrer und Posthalter, und Katharina Stamm. Er heiratete Bertha Margaretha Müller.
Er besuchte die Realschule, das Lehrerseminar in Gais und die Fortbildungsschule in Herisau. Zuerst arbeitete er als Bürogehilfe. Ab 1864 trat er die Nachfolge seiner Eltern als Postverwalter in Herisau an. Von 1873 bis 1879 arbeitete er als Postbeamter bei der Zentralverwaltung in Bern. Ab 1879 bis 1893 stand er als Chef der Hauptabteilung der Oberpostdirektion vor und war Stellvertreter des Oberpostdirektors. Von 1893 bis 1909 hatte er die Position des Oberpostdirektors inne.